# Delaware State Route 6
Delaware Route 6 oder kurz DE 6 ist eine rund 28 Kilometer lange State Route im Kent County, Delaware.

## Streckenbeschreibung
Delaware Route 6 führt von der Maryland State Route 291 an der Grenze zu Maryland westlich von Blackiston ostwärts durch die Blackiston Wildlife Area. In Blackiston kreuzt die Straße den westlichen Endpunkt der Delaware State Route 42, die in südöstlicher Richtung nach Kenton führt. State Route 6 führt weiter nach Osten und trifft sich etwa zwei Kilometer westlich von Clayton mit der Delaware State Route 15. Beide Straßen überlappen sich bis zum westlichen Rand der Stadt, wo die State Route 15 nach Norden abbiegt.
DE 6 führt weiter ostwärts auf der Main Street durch Clayton und als Smyrna Clayton Boulevard durch Smyrna. Kurz nach Erreichen dieser Stadt biegt State Route 6 nach links auf die Delaware State Route 300 ein, der Glenwood Avenue. Beide State Routes überlappen sich bis zum U.S. Highway 13 im Norden Smyrnas, wo DE 300 endet und DE nach rechts auf den Highway 13 in südlicher Richtung einbiegt. Auf dieser vierstreifigen Straße mit Mittelstreifen überlappen sich beide Fernstraßen bis zur Commerce Street, wo die State Route wieder ihre östliche Richtung aufnimmt. Sie überquert die mautpflichtige Delaware State Route 1 und verlässt Smyrna.
Außerhalb der Stadt wird Route 6 zur Woodland Beach Road. Die Straße führt durch die dünnbesiedelte Landschaft und kreuzt die Delaware State Route 9, bevor sie durch die Woodland Beach Wildlife Area den Endpunkt an der Delaware Bay in der kleinen Ortschaft Woodland Beach erreicht.